# Suede
Suede (tại Mỹ được biết đến với tên The London Suede) là một ban nhạc rock người Anh thành lập tại Luân Đôn vào năm 1989. Đội hình của ban gồm có giọng ca chính Brett Anderson, cây guitar Richard Oakes, cây bass Mat Osman, tay trống Simon Gilbert và cây keyboar/guitar rhythm Neil Codling. Năm 1992, Suede được Melody Maker mệnh danh là "Ban nhạc mới xuất sắc nhất tại Anh", từ đó thu hút một lượng lớn sự chú ý từ giới báo chí nhạc của Anh. Năm tiếp theo, album đầu tay của nhóm, Suede tiếp tục đứng đầu UK Albums Chart, trở thành album đầu tay bán chạy nhất trong gần 10 năm qua. Nhạc phẩm đã đoạt giải âm nhạc Mercury và giúp thúc đẩy Britpop thành một trào lưu âm nhạc, dù cho chính ban nhạc đã tự tách mình khỏi trào lưu đó. Những buổi thu nháp cho album thứ hai Dog Man Star gặp nhiều thách thức và kết thúc bằng việc cây guitar Bernard Butler rời đi sau xung đột với các thành viên khác. Vì thế album được hoàn tất mà vắng mặt Butler, và ban nhạc đã chọn Richard Oakes làm người thay thế vị trí mà Butler bỏ lại để cùng đi lưu diễn. Dù thất bại về mặt thương mại lúc bấy giờ, album lại được khán giả lẫn giới chuyên môn đón nhận nhiệt tình, thậm chí nhiều năm về sau Dog Man Star còn được ca ngợi là một trong những album nhạc rock xuất sắc nhất. Năm 1994, Suede vinh dự có một vị trí trong hàng ngũ "big four" (4 ông lớn) của Britpop, bên cạnh Oasis, Blur và Pulp.
Năm 1996, sau khi kết nạp thêm cây keyboard Neil Codling, Suede tiếp tục gặt hái thành công vang dội hơn nữa với Coming Up. Album này đã giành vị trí quán quân tại Anh và cho ra đời 5 đĩa đơn lọt vào top 10 của UK Singles Chart, qua đó trở thành album bán chạy nhất toàn thế giới của Suede. Bất chấp những lục đục trong nội bộ ban nhạc, album thứ tư của Suede là Head Music (1999) lại thống trị bảng xếp hạng âm nhạc Anh. Album được quảng bá rầm rộ với sự hỗ trợ từ cánh báo chí dành cho ban, tuy nhiên phản ứng của người hâm mộ và giới phê bình thì lại không nồng nhiệt bằng những sản phẩm trước của họ. Codling rời nhóm vào năm 2001 vì bị mắc chứng mệt mỏi kinh niên và Alex Lee được tuyển thay thế vị trí của Codling. Album thứ năm của Suede, A New Morning (2002) – sản phẩm đầu tiên sau khi hãng đĩa Nude Records phá sản – gặp phải thất bại về mặt thương mại, còn ban nhạc thì giải thể vào năm kế tiếp. Sau nhiều lời đồn đoán, đến năm 2010 Suede chính thức tái hợp sau hàng loạt các buổi hòa nhạc. Ba năm sau những buổi diễn tái hợp, Suede đã phát hành album thứ 6 Bloodsports. Nhạc phẩm nhận được phản hồi tốt từ giới chuyên môn và đưa ban nhạc trở lại top 10 tại Anh. Album thứ 7, Night Thoughts lên kệ vào năm 2016 và trở thành nhạc phẩm thành công cả về mặt chuyên môn lẫn thương mại, vượt cả những sản phẩm cũ của Suede. Album thứ 8 The Blue Hour được phát hành vào tháng 9 năm 2018, trở thành đĩa nhạc đầu tiên của Suede lọt vào top 5 kể từ Head Music.

## Thành viên
| Đội hình hiện tại - Brett Anderson – hát chính, tambourine (1989–2003, 2010–nay) - Mat Osman – bass (1989–2003, 2010–nay) - Simon Gilbert – trống (1991–2003, 2010–nay) - Richard Oakes – guitar (1994–2003, 2010–nay), hát đệm (2002-2003) - Neil Codling – keyboard, synthesizer, piano, guitar, hát đệm (1996–2001, 2010–nay) | Thành viên cũ - Justine Frischmann – guitar (1989–1991) - Bernard Butler – guitar, keyboard, piano (1989–1994) - Alex Lee – keyboard, piano, guitar, harmonica, hát đệm (1999 (thành viên đi tour), 2001–2003) |

## Danh sách đĩa nhạc
- Suede (1993)
- Dog Man Star (1994)
- Coming Up (1996)
- Head Music (1999)
- A New Morning (2002)
- Bloodsports (2013)
- Night Thoughts (2016)
- The Blue Hour (2018)
- Autofiction (2022)
- Antidepressants (2025)

### Tư liệu tiểu sử
- Harris, John. Britpop!: Cool Britannia and the Spectacular Demise of English Rock. Da Capo Press, 2004. ISBN 0-306-81367-X
- Barnett, David. Love and Poison. Carlton Publishing Group, 2003. ISBN 0-233-00094-1
- Thompson, Dave. Suede. Helter Skelter Publishing, 2005. ISBN 1900924609